# 엔셀라두스 탐사선
엔셀라두스 탐사선은 2012년 시작된 엔셀라두스 탐사 프로젝트로, 엔셀라두스에 착륙해 엔셀라두스의 얼음을 탐사하는 탐사선이다.

## 역사와 제작배경
2008년, 카시니 하위헌스가 엔셀라두스 간헐천에서 유기물을 발견했다. 그리고 간헐천 성분 중 소금도 발견했다. 이에 엔셀라두스에는 생명체 존재 가능성이 항상 논의되고, 생명체 존재 가능성이 높다고 평가받았다. 이에 DLR이 2012년 독일의 7개의 대학과 연합해 엔셀라두스 프로젝트를 실시한다고 밝혔다.

## 과학장비
얼음드릴:드릴에 온도계, 질량분석기 등을 넣고 엔셀라두스의 얼음을 뚫고 들어가 엔셀라두스의 각종 특징들을 자세히 탐사하는 것이 목적이다.

## 지원, 개발, 투자
- DLR
- 아헨 공과대학교
- 뮌헨 공과대학교
- 베를린 공과대학교

## 같이 보기
- 생명의 기원
- 우주생물학
- 엔셀라두스 생명체 탐사선
- 엔셀라두스 및 타이탄 탐사선
- 유로파 클리퍼
- JET (우주선)
- LIFE (우주선)